# ウラウチフエダイ
ウラウチフエダイ（浦内笛鯛、学名：Lutjanus goldiei）は、スズキ目フエダイ科の魚の一種。熱帯域の河川に生息する大型のフエダイで、西太平洋の限られた地域だけで生息が確認されている。
ニューギニア島と東に近接するニューブリテン島に生息することが知られていたが、1992年に西表島でも生息が確認された。西表島の個体数は少なく、絶滅が危惧されている。また、2023年8月1日に石垣島の河川で釣りによる捕獲報告が上がっている。和名の「ウラウチ」は西表島最大の川である浦内川に由来する。英名の "Papuan black snapper" は、「パプア（ニューギニア島）の黒いフエダイ」の意である。パプアンバスとも呼ばれる。

## 形態
成魚は全長1mに達し、フエダイ科の中でも大型種である。口は前に突き出しており、体高が高い。体色は黒褐色で、体側に白っぽい横縞模様が7-8本走る。若魚は同様の生態を示すゴマフエダイに似ているが、本種は横縞模様の幅が広く本数も少ないこと、各鰭が赤くないこと、ゴマフエダイよりも体高が高いことで区別する。

## 生態
若魚は河川の純淡水域まで遡上し、流れの速い上流部に生息するが、成魚は河口のマングローブ域などに生息する。稚魚期は海で生活すると考えられている。食性は肉食性で、小魚・昆虫類・甲殻類などの小動物を捕食する。

## 保全状態評価
- 絶滅危惧IA類 (CR)（環境省レッドリスト）

判明している生息地が限られているうえ、捕獲での個体数減少や開発による生息地の減少が危惧されている。日本では環境省レッドリスト・沖縄県版レッドデータブックの両方で、「絶滅危惧IA類」 (CR) として掲載されている。西表島は西表石垣国立公園や国指定西表鳥獣保護区の指定を受けた区域があり、動植物の保全が行われている。